# Torymus lissus
Torymus lissus är en stekelart som först beskrevs av Walker 1843.  Torymus lissus ingår i släktet Torymus och familjen gallglanssteklar. Inga underarter finns listade i Catalogue of Life.